# Alone, Pt. II
«Alone, Pt. II» — песня норвежского музыкального продюсера Алана Уокера и американской певицы Эйвы Макс, выпущенная 27 декабря 2019 года лейблом Sony Music. Это сиквел к синглу Уокера «Alone». На песню было выпущено множество, среди которых от Rave Republic, Тоби Ромео, RetroVision, Da Tweekaz и Алекса Скриндо в сотрудничестве с Себастьяном Вибе. Как и оригинал, песня получила признание критиков. Песня попала в топ-10 в Бельгии, Чехии, Норвегии, Польше и Румынии. Сиквел под названием «Better Off (Alone, Pt. III)» вышел 28 сентября 2023 года.

## Отзывы критиков
Джейсон Липшуц из Billboard похвалил песню, заявив, что она «демонстрирует эволюцию производственных технологий Уокера». Он также описал вокал Макса как «момент, предназначенный для стеклянного звона, единого качания и других форм товарищества вечеринки».

## Музыкальные клипы
Официальный клип вышел 27 декабря 2019 года на YouTube-канале Уокера. Это сиквел к клипу на песню «Alone». Режиссёром выступил Кристиан Берг, съёмки со 2 по 10 апреля 2019 года проходили во Вьетнамской провинции Куангбинь, в таких местах, как Шондонг, река Троок, река Чай, мост Траанг, деревня Дунг, пещера Эн и пещера Нуок Нук. Второй клип также от режиссёра Кристиана Берга вышел 17 февраля 2020 года, съёмки проходили в замке Шато де Фонтенбло во Франции. По состоянию на апрель 2025 года клип собрал более 431 миллиона просмотров и 5,8 миллиона лайков.

## Участники записи
Согласно Tidal.
- Алан Уокер – продюсер, автор, программист
- Эйва Макс – вокал, автор
- Эрик Смааланд – продюсер, автор
- Генри Уолтер – автор, вокальный продюсер, со-продюсер, бэк-вокал
- Маркус Арнбекк – автор, бэк-вокал, со-продюсер, гитара, программист
- Карл Ховинд – автор, со-продюсер, программист
- Фредрик Борч Олсен – автор
- Гуннар Грив – автор, исполнительный продюсер
- Александр Стандал Павелич – автор, гитара
- Халвор Фолстад – автор
- Даг Холтан-Хартвиг – автор
- Моа Петтерссон Хаммар – автор
- Ойвинд Саувик – автор
- Big Fred – со-продюсер, программист
- Якоб Эмтестам – исполнительный продюсер
- Sören von Malmborg – мастеринг-инженер, инженер-микшер

## Чарты
| Чарт (2020–2021)                           | Высшая позиция |
| ------------------------------------------ | -------------- |
| Австрия (Ö3 Austria Top 40)                | 45             |
| Бельгия/Фландрия (Ultratop 50)             | 8              |
| Бельгия/Валлония (Ultratop 50)             | 7              |
| Croatia (HRT)                              | 26             |
| Чехия (Rádio — Top 100)                    | 10             |
| Финляндия (Suomen virallinen lista)        | 18             |
| Франция (SNEP)                             | 68             |
| Германия (GfK)                             | 47             |
| Greece (IFPI)                              | 95             |
| Венгрия (Dance Top 40)                     | 11             |
| Венгрия (Rádiós Top 40)                    | 6              |
| Венгрия (Single Top 40)                    | 17             |
| Нидерланды (Dutch Top 40)                  | 6              |
| Нидерланды (Single Top 100)                | 15             |
| New Zealand Hot Singles (RMNZ)             | 26             |
| Норвегия (VG-lista)                        | 4              |
| Польша (Polish Airplay Top 100)            | 4              |
| Romania (Airplay 100)                      | 3              |
| Швеция (Sverigetopplistan)                 | 25             |
| Швейцария (Schweizer Hitparade)            | 47             |
| США (Billboard Hot Dance/Electronic Songs) | 11             |

| Чарт (2020)                               | Позиция |
| ----------------------------------------- | ------- |
| Belgium (Ultratop Flanders)               | 26      |
| Belgium (Ultratop Wallonia)               | 25      |
| Hungary (Dance Top 40)                    | 64      |
| Hungary (Rádiós Top 40)                   | 61      |
| Hungary (Single Top 40)                   | 79      |
| Netherlands (Dutch Top 40)                | 5       |
| Netherlands (Single Top 100)              | 44      |
| Poland (ZPAV)                             | 27      |
| Romania (Airplay 100)                     | 14      |
| US Hot Dance/Electronic Songs (Billboard) | 47      |

| Чарт (2021)            | Позиция |
| ---------------------- | ------- |
| Hungary (Dance Top 40) | 33      |

| Чарт (2022)            | Позиция |
| ---------------------- | ------- |
| Hungary (Dance Top 40) | 70      |

## Сертификации
| Регион | Сертификация  | Продажи   |
| --- | ------------- | --------- |
| Австрия (IFPI Austria) | Платиновый    | 30 000    |
| Бельгия (BEA) | Золотой       | 20 000    |
| Дания (IFPI Danmark) | Золотой       | 45 000    |
| Франция (SNEP) | Платиновый    | 200 000   |
| Германия (BVMI) | Золотой       | 200 000   |
| Италия (FIMI) | Золотой       | 35 000    |
| Норвегия (IFPI Norway) | 4× Платиновый | 240 000   |
| Польша (ZPAV) | Платиновый    | 20 000    |
| Испания (PROMUSICAE) | Золотой       | 30 000    |
| Великобритания (BPI) | Серебряный    | 200 000   |
| Стриминг |               |           |
| Швеция (GLF) | Платиновый    | 8 000 000 |
| Данные о продажах + прослушиваниях приведены только на основе сертификации. · Данные только о прослушиваниях приведены на основе сертификации. |               |           |